# Wonderful World

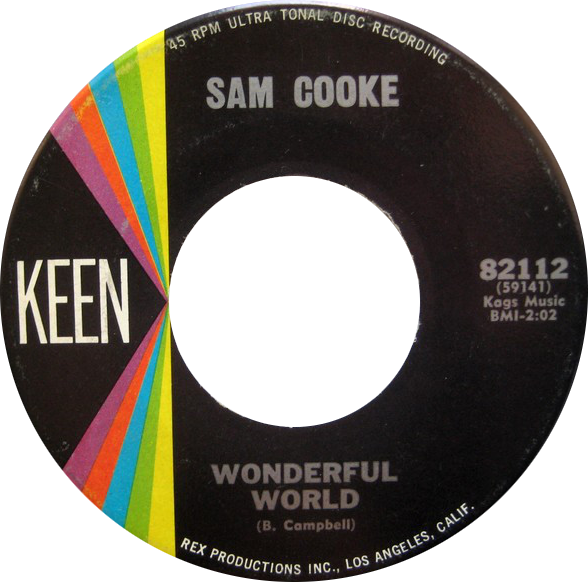
"Wonderful World" von Sam Cooke (Regenbogenedition auf dem A-Label der US 7-inch Vinyl)

Wonderful World ist ein Lied von Sam Cooke aus dem Jahr 1960, das von ihm, Herb Alpert und Lou Adler geschrieben wurde.

## Geschichte
Wonderful World wurde am 2. März 1959 aufgenommen und am 14. April 1960 als Single veröffentlicht. Auf der B-Seite befindet sich das Stück Along the Navajo Trail. Der Song wird wegen seines Titels manchmal mit dem Louis-Armstrong-Song What a Wonderful World verwechselt.
Im Text geht es darum, dass ein junger Mann erklärt, dass er keine Ahnung von Geschichte, Biologie usw. habe, dass er aber die Angesungene liebe. Zwar wisse er, dass er es nicht schaffen werde, ein besserer Schüler zu werden, er wolle es aber versuchen, denn dann habe er vielleicht bessere Chancen, ihre Liebe für sich zu gewinnen. Wenn sie ihn auch liebe, wäre dies eine wundervolle Welt.
In den USA erreichte Wonderful World Platz 12 der Singles-Charts. In den R&B-Charts kam der Titel auf Platz 2.
Der Song erschien erstmals auf einem Album, nachdem RCA die Rechte an den Keen-Aufnahmen aufgekauft hatte, und zwar auf The Wonderful World 1957 bis 1962. Das Lied wurde in Filmen wie Ich glaub’, mich tritt ein Pferd, Atemlos, Der einzige Zeuge und Hitch – Der Date Doktor verwendet.
2004 erreichte der Song Platz 373 in Rolling Stones Liste 500 beste Songs aller Zeiten.

## Kommerzieller Erfolg

### Chartplatzierungen
1986 wurde das Lied mit großem Erfolg wiederveröffentlicht, nachdem es durch eine Levi's-Jeans-Werbung erneut populär geworden war. Obwohl die Version im Werbespot von Tony Jackson eingesungen worden war, konnte das Original in Deutschland für eine Woche Platz zwei der Charts belegen und war insgesamt 23 Wochen chartnotiert. 
| ChartsChartplatzierungen       | Höchstplatzierung | Wochen |
| ------------------------------ | ----------------- | ------ |
| Deutschland (GfK)              | 2 (23 Wo.)        | 23     |
| Österreich (Ö3)                | 18 (8 Wo.)        | 8      |
| Schweiz (IFPI)                 | 7 (11 Wo.)        | 11     |
| Vereinigte Staaten (Billboard) | 12 (15 Wo.)       | 15     |
| Vereinigtes Königreich (OCC)   | 2 (19 Wo.)        | 19     |

| ChartsJahrescharts (1960)      | Platzierung |
| ------------------------------ | ----------- |
| Vereinigte Staaten (Billboard) | 80          |

| ChartsJahrescharts (1986) | Platzierung |
| ------------------------- | ----------- |
| Deutschland (GfK)         | 6           |

### Auszeichnungen für Musikverkäufe
| Land/Region                  | Auszeichnungen für Musikverkäufe (Land/Region, Auszeichnung, Verkäufe) | Verkäufe |
| ---------------------------- | ---------------------------------------------------------------------- | -------- |
| Neuseeland (RMNZ)            | 2× Platin                                                              | 60.000   |
| Spanien (Promusicae)         | Platin                                                                 | 60.000   |
| Vereinigtes Königreich (BPI) | Gold                                                                   | 400.000  |
| Insgesamt                    | 1× Gold · 3× Platin ·                                                  | 520.000  |

## Coverversionen
Der Titel wurde unter anderem von Otis Redding, Bryan Ferry, Johnny Nash, der Saragossa Band, Terence Trent D’Arby, Tony Jackson, den Flying Pickets, Roger Whittaker  und Simon & Garfunkel gecovert.
Die erfolgreichste Coverversion stammt von Herman’s Hermits, die mit ihrer Single in den US-Charts Platz 4 erreichten und in Großbritannien bis Platz 7 kamen.